# Chaolutu
Chaolutu (kinesiska: 朝鲁吐, 朝鲁吐镇) är en köping i Kina. Den ligger i den autonoma regionen Inre Mongoliet, i den norra delen av landet, omkring 880 kilometer öster om regionhuvudstaden Hohhot. Antalet invånare är 16693. Befolkningen består av 7 983 kvinnor och 8 710 män. Barn under 15 år utgör 16,0 %, vuxna 15-64 år 76 %, och äldre över 65 år 6,0 %.
Genomsnittlig årsnederbörd är 640 millimeter. Den regnigaste månaden är juli, med i genomsnitt 175 mm nederbörd, och den torraste är januari, med 3 mm nederbörd.